# Area naturale protetta di interesse locale Gabbianello-Boscotondo
L’Area naturale protetta di interesse locale Gabbianello-Boscotondo è un'oasi WWF situata nel comune di Barberino di Mugello, a 5 km dal centro abitato di Barberino e a 30 km da Firenze. Si sviluppa sulla sponda nord-est del Lago di Bilancino, invaso artificiale nato in corrispondenza di un antico lago pleistocenico creato, inizialmente, per irregimentare le acque dell'Arno e rifornire le aree limitrofe nei periodi più siccitosi.

## Storia
Istituita dal comune di Barberino del Mugello con delibera n. 30 del 17 marzo 2003, occupava inizialmente una superficie di 30 ha, successivamente ricalcolata in 25 ha.
La gestione amministrativa è del comune di Barberino del Mugello, mentre la supervisione scientifica è affidata al WWF, che ha affiliato l'area come una delle sue oasi.
La sede è in Via di Galliano 1.

## Territorio
All'interno dell'area è situata una zona umida, consistente in uno stagno della superficie di 8 ha e con una profondità fino a 150 cm., nella quale si riversano numerose specie di uccelli migratori, che possono trovare rifugio nella flora costituita in prevalenza da canneti.
Un'altra zona di interesse è il giardino delle farfalle, area in cui è stato ricreato un ambiente idoneo a richiamare e a consentire la riproduzione di numerose specie di farfalle e altri insetti e invertebrati.